# ترکیب زیست‌فعال

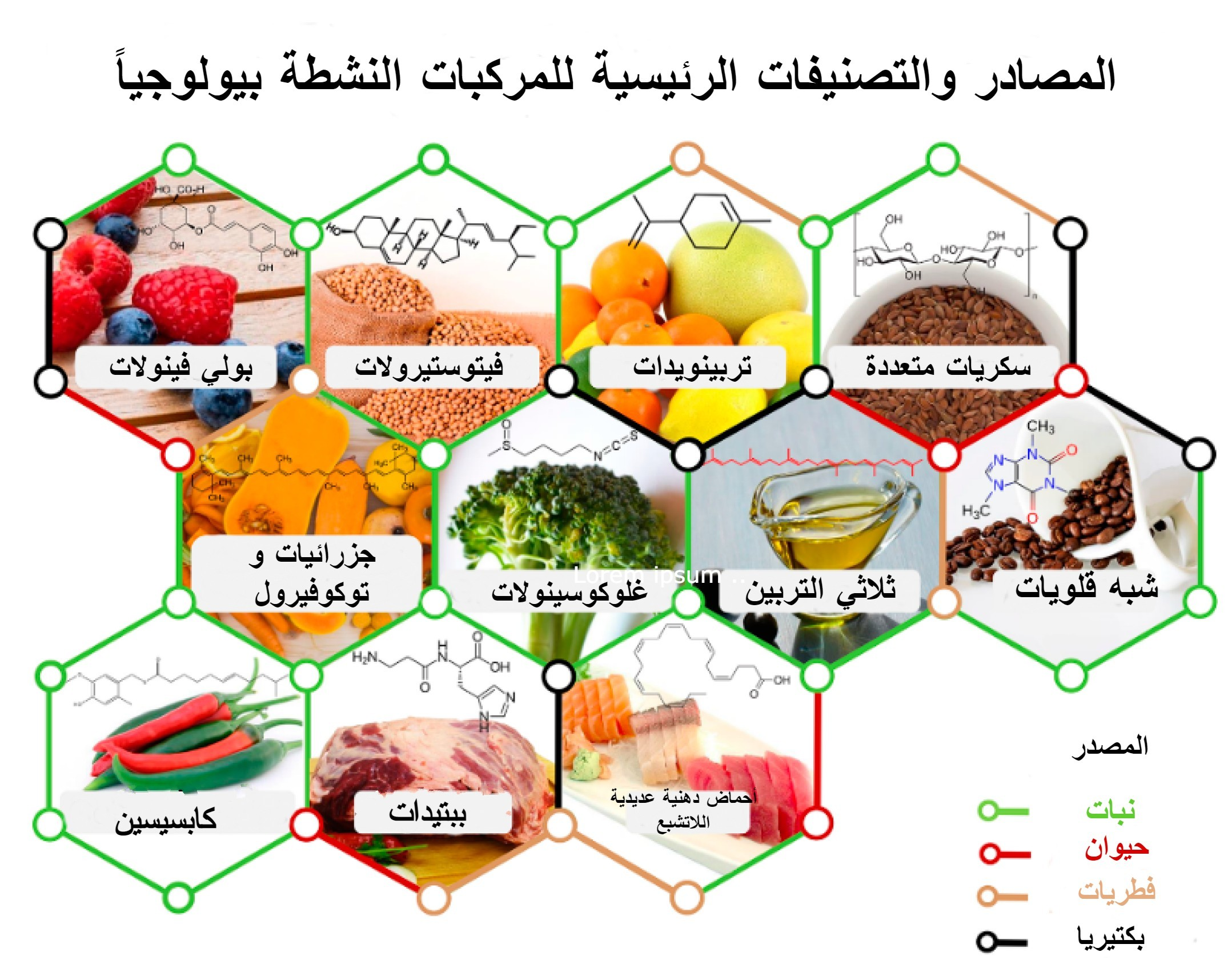
ترکیبات زیست فعال

ترکیب زیست‌فعال، ترکیبی است که بر روی یک اندام زنده، بافت یا سلول اثر می‌گذارد. در زمینه تغذیه، ترکیبات زیست‌فعال از مواد مغذی ضروری متمایز می‌شوند. در حالی که مواد مغذی برای پایداری بدن ضروری هستند، ترکیبات زیست‌فعال ضروری نیستند زیرا بدن می‌تواند بدون آنها به درستی عمل کند، یا به این دلیل که مواد مغذی همان عملکرد را انجام می‌دهند. ترکیبات زیست‌فعال می‌توانند بر سلامتی تأثیر بگذارند.

## منشأ و نمونه‌ها
ترکیبات زیست‌فعال هم در محصولات گیاهی و هم در محصولات حیوانی یافت می‌شوند یا می‌توانند به صورت مصنوعی تولید شوند. نمونه‌هایی از ترکیبات زیست فعال گیاهی، کاروتنوئیدها و پلی‌فنول‌ها (از میوه‌ها و سبزیجات)، یا فیتواسترول‌ها (از روغن‌ها) هستند. نمونه‌های حیوانی آن، اسیدهای چرب موجود در شیر و ماهی هستند.
برخی از مواد زیست‌فعال عبارتند از: فلاونوئیدها، کافئین، کاروتنوئیدها، کارنیتین، کولین، کوآنزیم Q، کراتین، دی‌تیول‌تیون‌ها، فیتواسترول، پلی ساکاریدها، فیتواستروژن‌ها، گلوکوزینولات‌ها، پلی‌فنول‌ها، آنتوسیانین‌ها پروبیوتیک‌ها و تائورین.

## سلامتی
فروشندگان مواد زیست‌فعال اغلب فواید سلامتی را به این ترکیبات نسبت می‌دهند، اما تحقیقات کافی در مورد اثربخشی و ایمنی این مواد، چه در استفاده طولانی‌مدت و چه در مقادیری بیش از سطح مصرف معمولی، وجود ندارد. علاوه بر این، برخی از فلاونوئیدها بر اثرات داروها تأثیر می‌گذارند. با این حال، تعدادی از مواد زیست‌فعال به عنوان آنتی‌اکسیدان عمل می‌کنند. از آنجایی که ترکیبات زیست‌فعال ضروری نیستند، توصیه‌ای در مورد مصرف روزانه آن‌ها وجود ندارد.

## همچنین ببینید
- فیتوشیمی